# Rilhac-Rancon
Rilhac-Rancon település Franciaországban, Haute-Vienne megyében. Lakosainak száma 4733 fő (2022. január 1.). Rilhac-Rancon Ambazac, Le Palais-sur-Vienne, Bonnac-la-Côte, Limoges és Saint-Priest-Taurion községekkel határos.

## Népesség
A település népessége az elmúlt években az alábbi módon változott:
| Lakosok száma | 4494 | 4527 | 4619 | 4573 | 4610 | 4608 | 4655 | 4694 | 4733 |
|               | 2013 | 2015 | 2016 | 2017 | 2018 | 2019 | 2020 | 2021 | 2022 |